# ジャン＝バティスト・クレベール

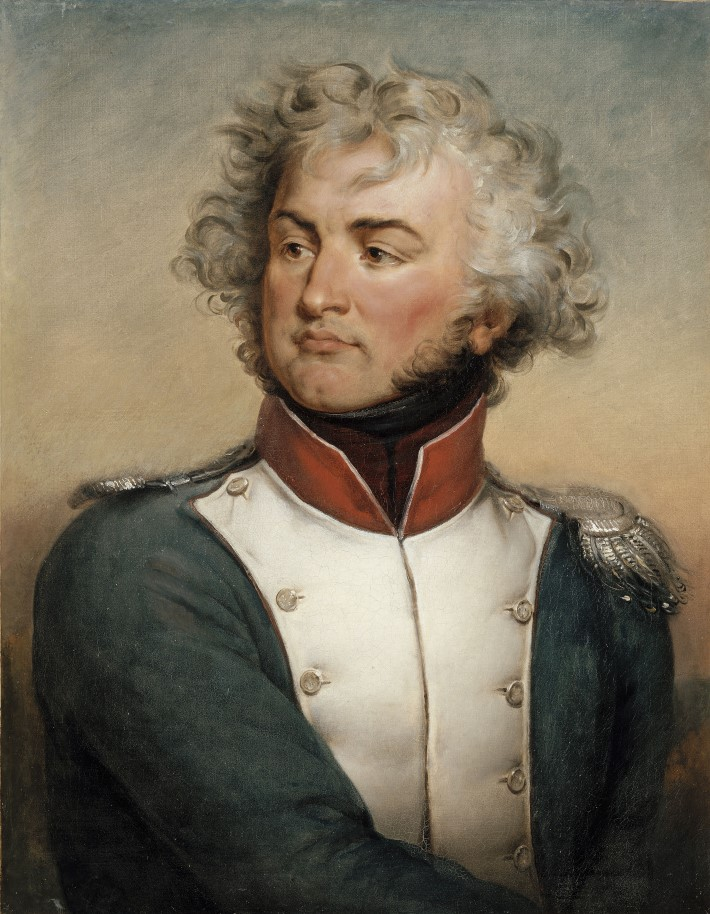
ジャン＝バティスト・クレベール

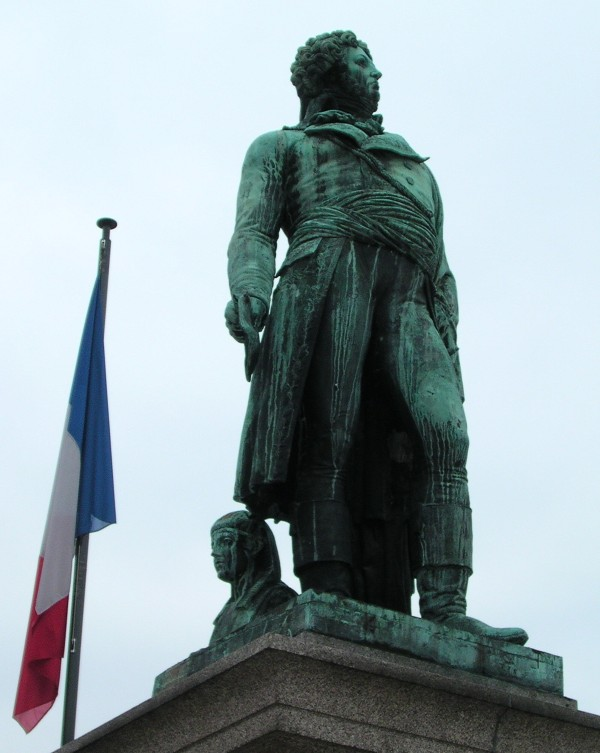
ストラスブールにあるクレベールの銅像

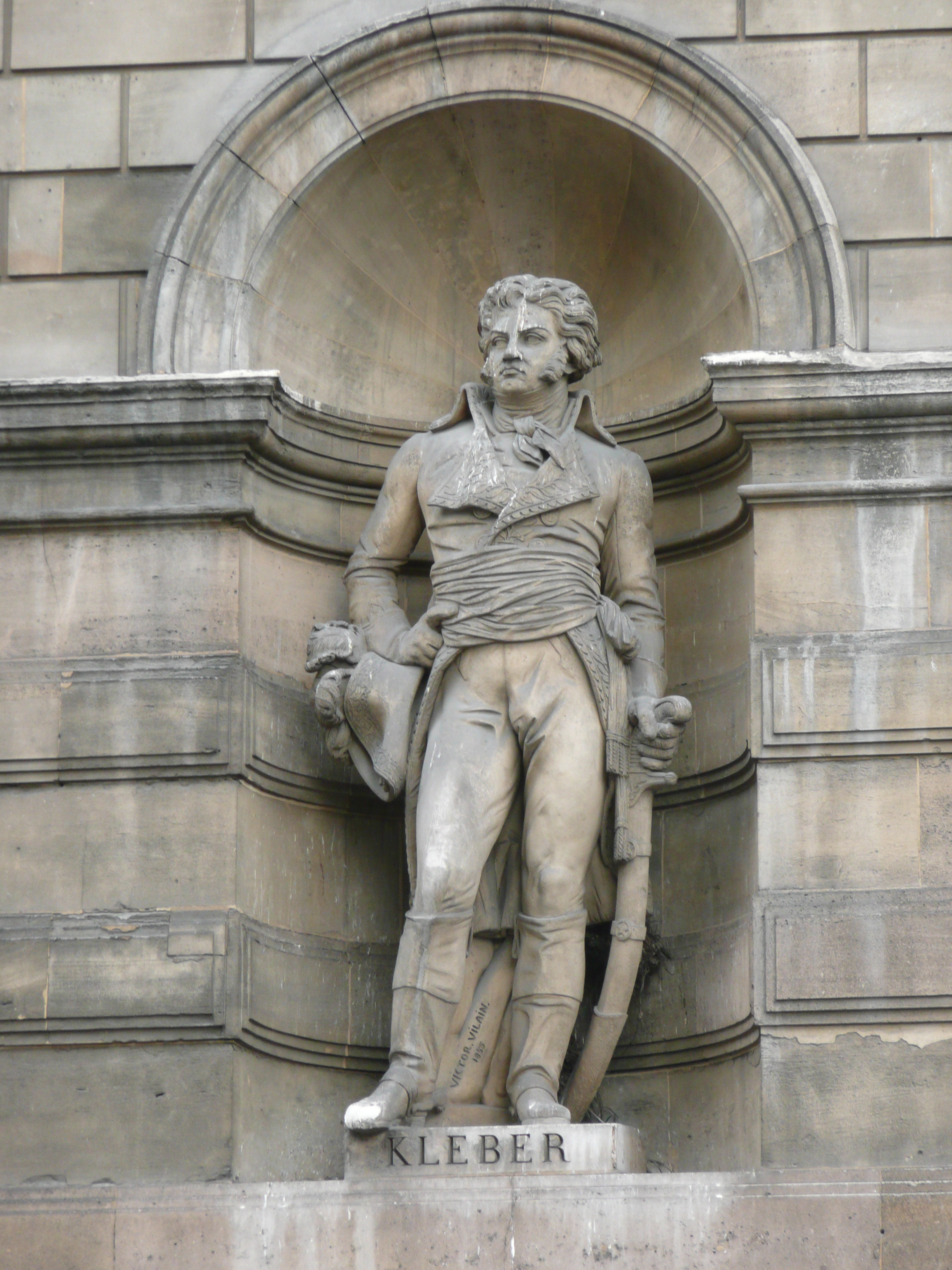
ルーブル美術館にあるクレベールの石像

ジャン＝バティスト・クレベール（Jean-Baptiste Kléber, 1753年3月9日 - 1800年6月14日）は、フランス革命期の軍人である。ストラスブール出身で、フランス革命後は共和派として活躍した。

## ヴァンデの反乱とエジプト・シリア戦役
クレベールは、ジャン＝バティスト・カリエと共にヴァンデの反乱鎮圧に貢献した。1798年のエジプト・シリア戦役にナポレオン・ボナパルトに同行し、翌年ナポレオンがフランスへ帰国すると、エジプト方面軍の指揮を執った。しかし、1800年6月14日にカイロで暗殺された。

## 遺体の移送と埋葬
クレベールの遺体は一度フランス本土へ送られたが、ナポレオンは彼の墓が共和制の象徴となることを恐れ、遺体をシャトー・ディフに置くよう命じた。この状態はルイ18世がストラスブールへの埋葬を許可するまでの18年間続いた。現在、ストラスブールのグランド・イルにはクレベールの銅像が建立されている。